# العلاقات الهندية الفانواتية
العلاقات الهندية الفانواتية هي العلاقات الثنائية التي تجمع بين الهند وفانواتو.

## مقارنة بين البلدين
هذه مقارنة عامة ومرجعية للدولتين:
| وجه المقارنة                                              | الهند                       | فانواتو                                  |
| --------------------------------------------------------- | --------------------------- | ---------------------------------------- |
| المساحة (كم2)                                             | 3.29 مليون                  | 12.19 ألف                                |
| عدد السكان (نسمة)                                         | 1.35 مليار                  | 276.24 ألف                               |
| الكثافة السكانية (ن./كم²)                                 | 410.33                      | 22.66                                    |
| العاصمة                                                   | نيودلهي                     | بورت فيلا                                |
| اللغة الرسمية                                             | اللغة الهندية، لغة إنجليزية | اللغة البسلاما، لغة فرنسية، لغة إنجليزية |
| العملة                                                    | روبية هندية                 | فاتو فانواتي                             |
| الناتج المحلي الإجمالي (بليون دولار)                      | 2.60 تريليون                | 862.88 مليون                             |
| الناتج المحلي الإجمالي (تعادل القوة الشرائية) بليون دولار | 8.00 تريليون                | 790.76 مليون                             |
| الناتج المحلي الإجمالي الاسمي للفرد دولار أمريكي          | 1.60 ألف                    | 2.81 ألف                                 |
| الناتج المحلي الإجمالي للفرد دولار أمريكي                 | 5.70 ألف                    | 3.03 ألف                                 |
| مؤشر التنمية البشرية                                      | 0.609                       | 0.594                                    |
| رمز المكالمات الدولي                                      | +91                         | +678                                     |
| رمز الإنترنت                                              | .in، .भारत ‏، .بھارت ‏،        | .vu                                      |
| المنطقة الزمنية                                           | ت ع م+05:30، توقيت الهند    | ت ع م+11:00                              |

## منظمات دولية مشتركة
يشترك البلدان في عضوية مجموعة من المنظمات الدولية، منها:
| علم المنظمة | اسم المنظمة                        | تاريخ انضمام الهند | تاريخ انضمام فانواتو |
| ----------- | ---------------------------------- | ------------------ | -------------------- |
|             | يونسكو                             | 4 نوفمبر 1946      | 10 فبراير 1994       |
|             | مؤسسة التمويل الدولية              | 20 يوليو 1956      | 28 سبتمبر 1981       |
|             | بنك التنمية الآسيوي                | 1966               | 1981                 |
|             | منظمة حظر الأسلحة الكيميائية       | ?                  | ?                    |
|             | مؤسسة التنمية الدولية              | 24 سبتمبر 1960     | 28 سبتمبر 1981       |
|             | منظمة التجارة العالمية             | 1995               | ?                    |
|             | وكالة ضمان الاستثمار متعدد الأطراف | 6 يناير 1994       | 27 يوليو 1988        |
|             | الاتحاد البريدي العالمي            | ?                  | ?                    |
|             | الاتحاد الدولي للاتصالات           | 1869               | 30 مارس 1988         |
|             | الأمم المتحدة                      | 30 أكتوبر 1945     | 15 سبتمبر 1981       |
|             | البنك الدولي للإنشاء والتعمير      | 27 ديسمبر 1945     | 28 سبتمبر 1981       |
|             | المنظمة الهيدروغرافية الدولية      | ?                  | ?                    |
|             | دول الكومنولث                      | 15 أغسطس 1947      | ?                    |

## وصلات خارجية
- موقع وزارة الخارجية الهندية